# У неділю не гуляла…
«У неділю не гуляла…» — вірш Тараса Шевченка, написаний 18 жовтня 1844 року в С.-Петербурзі.

## Написання і публікація
Збереглося декілька джерел вірша: рукописний список невстановленої особи на окремому аркуші; список О. С. Афанасьєва-Чужбинського; чистовий автограф у рукописній збірці «Три літа» (ІЛ, ф. 1, № 74, арк. 7 — 8 звор.). Автограф датовано: «18 октября 1844, С.-Петербург». Вірш датується за автографом: 18 жовтня 1844 року, місце написання — С.-Петербург.
Найраніший відомий текст — рукописний список невстановленої особи, датований 27 грудня 1844 року, що належав згодом К. М. Скаржинській. Список опубліковано: О. Т. Бузинний Новий рукопис Шевченкової «Хустини» («У неділю не гуляла…») («Червоний шлях» 1927, № 3, стор. 137—141); П. П. Ротач Полтавський список «Хустини» Т. Г. Шевченка (Науково-інформаційний бюлетень Архівного управління, УРСР, 1963, № 1 (57), стор. 44 — 47).
Наприкінці 1844 року Шевченко надіслав вірш В. М. Рєпніній, яка знайомила з ним декого із «земляків». «Я получила доброе Ваше письмо… (нині цей лист поета не відомий), — писала Шевченкові В. М. Рєпніна в листі, що датується 10 січня — 22 лютого 1845 року — Сколько я могла понять Вашу „Хустину“, она очень мне понравилась, землякам же Вашим очень» (Листи до Тараса Шевченка, стор. 35).
Найімовірніше, в квітні — травні 1846 року, під час спільного проживання з Шевченком у будинку І. І. Житницького у Києві, вірш разом із поезією «Минають дні, минають ночі…» та переспівом 136-го псалма переписав О. С. Афанасьєв-Чужбинський. Текст цих списків (трьох творів поета) Шевченко авторизував власноручним підписом (там само, арк. 83). Вірш поширювався і в інших списках. Один із них згодом належав П. Г. Житецькому. 12 червня 1862 року П. Г. Житецький надіслав його редактору «Основи» В. М. Білозерському. «Посылаю Вам, — писав він, — „Хустину“ Шевченко. Она до сих пор нигде не напечатана» (Т. Г. Шевченко в епістолярії відділу рукописів, стор. 39 — 40).
У квітні — червні 1846 року, перебуваючи в Києві, Шевченко переписав вірш з невідомого автографа, з пропуском рядків 42 — 43, до рукописної збірки «Три літа». На початку 1847 року, найімовірніше, в лютому — березні, під час перебування в селі Седневі у А. І. Лизогуба, готуючи нове видання «Кобзаря» (лишилося нездійсненим), поет вніс виправлення олівцем у 36-й рядок і вписав пропущені 42 — 43-й рядки. Вірш набув остаточного вигляду.

## Публікація
Вперше вірш надруковано під заголовком «Хустина» за нині не відомим списком, що належав О. Я. Кониському, у київському альманасі «Луна» (1881, частина 1, стор. 3 — 6) і того ж року — у львівському журналі «Світ» (№ 6, стор. 110) за списком, що належав І. Шиманову, з таким переднім словом: «Поміщаємо досі не печатану поезію Т. Шевченка „Хустина“. Дісталась вона від п. Шиманова, адвоката харківського, д-ру Пулюєві, котрий читав її п. Кулішеві. По їх думці, нічого сумніватись, що ся поезія зложена Шевченком, котрого чимало рукописей ходило довго з рук до рук, поки 1876 року зроблено за границею у Празі нове видання „Кобзаря“» (Світ, 1881, № 6, стор. 110).
Вперше вірш введено до збірки творів у виданні: «Кобзарь» (Львів, 1893, частина 1, стор. 11 — 13 (подано за першодруком)).

## Складова
Вірш «У неділю не гуляла…» пройнятий народнопісенними мотивами. В його основі — чумацькі пісні про смерть чумака в дорозі, відомі Шевченкові з народних уст та з фольклорних збірників, зокрема М. О. Максимовича. Мотив смерті чумака ускладнюється у вірші мотивом чекання милого коханою дівчиною. Ідучи за народнопісенною традицією, Шевченко надав образові чумака виразної соціальної характеристики (він — наймит-сирота, «З чужим добрим, безталанний, Чужі воли поганяє», його «молоду силу» «багаті купили»). Чумацька пісня присутня і у повісті «Наймичка», де її співає Яким:
Та вырис я в наймах, в неволи,
Та не було доли николы.
Та гей!..
Ой вырис я в наймах, в дорози,
При чужому вози, в дорози.
Та гей!..
Та чужие возы мажучи,
Та чужие волы пасучи.
Та гей!...
Народнопісенний мотив смерті чумака в дорозі Шевченко згодом використав у поезіях 1848 року «Ой не п'ються пива-меди…» і «У неділеньку та ранесенько…».